# Abronia taeniata
Espèce
Synonymes
- Gerrhonotus taeniatus Wiegmann, 1828

Statut de conservation UICN

 VU B1ab(iii) : Vulnérable
L'Abronie à bandes (Abronia taeniata) est une espèce de sauriens de la famille des Anguidae.

## Répartition
Cette espèce est endémique du Mexique. Elle se rencontre dans les États du Tamaulipas, du Nuevo León, de San Luis Potosí, du Querétaro, d'Hidalgo et de Puebla.

## Publication originale
- Wiegmann, 1828 : Beiträge zur Amphibienkunde. Isis von Oken, vol. 21, no 4, p. 364-383 (texte intégral).